# Теория доминирования евреев в организации рабовладения
Антисемитский конспирологический дискурс приписывает евреям непропорциональную, даже преобладающую ответственность за работорговлю в Атлантике и за практику рабства в Новом Свете. Утверждается, что евреи организовали рабство чернокожих и получили от него огромную выгоду. Один из вариантов теории «еврейского заговора», созданный в результате идейного союза между «чёрными» и «белыми» экстремистами.
Это обвинение, предположительно, восходит к антисемитской пропаганде промышленника Генри Форда, было сформулировано в 1960-х годах сторонником превосходства чернокожих и распространялось сторонниками превосходства «белой расы». В 1991 году идея была подхвачена членом «Нации ислама» Луисом Юджином Уолкоттом, известным как Луи Фаррахан. «Нация ислама» издала книгу «Тайные взаимоотношения между чёрными и евреями», использующую негационистскую методологию. Идея была перенесена во Францию, где пропагандировалась такими авторами, как интеллектуал Ален Сораль или комедиант Дьедонне Мбала Мбала.
Евреи действительно были причастны к рабовладению и работорговле Нового времени. Однако приписывание евреям крупной, монополистической роли в трансатлантической работорговле и принудительном труде чернокожих в западных колониях, особенно в Америке, не соответствует историческим фактам. Теория основана на фальсификации исторических источников и работ историков. Евреи не демонстрировали больший идеализм, чем другие народы, но они сыграли незначительную роль в организации рабства, что было результатом, прямым или косвенным, антисемитских преследований, которые препятствовали их доступу к этому сектору экономики. Теория приписывает евреям монополию, которая была невозможна в условиях антисемитизма того времени.

## Исторический контекст
В древности в еврейском обществе существовало рабовладение, которое, однако было и у других народов. Позднее антисемитские преследования существенно ограничили для евреев возможность быть рабовладельцами. Еврейское рабовладение в Средние века оставалось минимальным. Только сочетание относительной протестантской религиозной терпимости и социально-экономических потребностей, порожденных заморской колонизацией, сделало евреев заметными игроками в рабовладельческой экономике западных протестантских стран. Участие евреев в атлантической работорговле стало результатом изгнания евреев из Испании и Португалии.
Тезис о минимальном участии в работорговле не относится к новым христианам, потомкам евреев, обращённых в христианство в период иберийского господства (1450—1640), сыгравшим значительную роль в развитии работорговли в Америке. Когда португальские торговцы стали первой глобальной торговой диаспорой, новые христиане сыграли видную роль в её росте. Обладая широкой сетью торговых семей, они стали пионерами в формировании европейско-азиатско-афроамериканского комплекса, который способствовал созданию первой в Новом Свете экономике, основанной на рабстве африканцев.
Ни в один исторический период евреи не играли ведущей роли в качестве финансистов, судовладельцев или фактора в трансатлантической или карибской работорговле. На каждой британской территории в Северной Америке и Карибском бассейне они владели значительно меньшим количеством рабов, чем неевреи. Даже когда евреи в некоторых местах владели рабами в пропорциях, немного превышающих их численность среди семей города, такие случаи никак не относятся к подтверждению «Тайных взаимоотношений».
В Голландии и голландских колониях евреям было позволено вносить свой основной «вклад» в рабство Нового Света в качестве торговцев и плантаторов, но и там они всегда составляли меньшинство. Единственным местом, где евреи были близки к доминированию в системе плантаций Нового света, были голландские колонии Кюрасао и Суринам. Однако голландские владения были небольшими по территории, а период, когда еврем играли там важную роль, непродолжительным. К XVIII веку, когда работорговля и европейские сахарные плантации достигли пика своего развития, участие евреев сократилось в масштабах в результате предпринимательской активности британских и французских плантаторов, которые не допускали евреев в свою среду. В XIX веке евреи владели рядом хлопковых плантаций на юге США, но их число были весьма незначительным. Как предполагается, все еврейские работорговцы во всех городах Юга вместе взятые не покупали и не продавали столько рабов, сколько фирма Франклина и Армфилда, крупнейшие торговцы чернокожими на Юге.
Антисемитская теория стремится вдохнуть новую жизнь в старый миф о «мировом еврейском заговоре». По этой причине она зародилась в американских кругах сторонников превосходства «белых» и «чёрных», а затем была подхвачена белыми крайне правыми, как американскими, так и французскими деятелями, а также антисемитскими черными активистами. Последними эксплуатируются факты страданий жертв торговли людьми и историческая память с целью разжигания ненависти.

## Развитие идей
На протяжении десятилетий в кругах сторонников расового превосходства циркулировали идеи, более или менее явно возлагавшие ответственность за «осквернение» «белых» чернокожими на евреев, желающих нанести вред «белой расе». В 1968 году небольшая калифорнийская группа сторонников превосходства «белой расы» «Западный фронт», базирующаяся в Лос-Анджелесе под руководством ее основателя Уолтера Уайта-младшего опубликовала брошюру «Кто привез рабов в Америку?», обвиняющую евреев в трансатлантической работорговле и отрицающую Холокост. Брошюра вдохновлена текстом Генри Форда, иногда почти дословно повторяет его, в частности, идею, что Христофор Колумб был агентом евреев, но является новаторской, делая евреев великими архитекторами и бенефициарами трансатлантической работорговли. Публикация имеет университетский оттенок: внешне размеренный тон, статистические данные, ссылки на источники, в том числе работы американских еврейских историков. Этот текст заложил основы мифа о доминировании евреев в трансатлантической работорговли.
Автор брошюры выражает сочувствие к «чёрным» рабам. Это обстоятельство и ряд других содержательных и биографических фактов служат основой предположения, что автором был «чёрный» расист и антисемит Роберт Ли Брок. Антисемитизм и сепаратизм Брока были настолько сильны, что он сблизился с крайними «белыми» расистами и объединился с Ку-клукс-кланом.
В начале 1970-х годов, после кризиса внутри движения за гражданские права, в некоторых чернокожих экстремистских публикациях появился тезис, согласно которому евреи играли доминирующую роль в торговле чернокожими. Лидер «Нации ислама» Луис Фаррахан использовал его с середины 1980-х годов. 20 июля 1991 года Леонард Джеффрис, профессор афроамериканских исследований в Городском колледже Нью-Йорка, обвинил «евреев» в финансировании и контроле работорговли. Эти комментарии вызвали скандал, и Джеффрис не был повторно назначен директором отдела афроамериканских исследований. Инцидент стал предметом судебного разбирательства, которое в конечном итоге было проиграно Джеффрисом. В следующем месяце погром в Краун-Хайтс продемонстрировал растущую напряжённость между общинами афроамериканцев и евреев.
В октябре 1991 года «Департамент исторических исследований» «Нации ислама» опубликовал книгу под названием «Тайные взаимоотношения между чёрными и евреями», в которой евреи обвиняются в доминировании в работорговле, а также в том, что они стояли у истоков торговли опиумом и развития проституции в США и в создании в Талмуде легенды о «проклятии Хама», которая стала идеологической основой работорговли. В этой книге получили развитие идеи брошюры 1968 года.
«Тайные взаимоотношения» полностью опираются на цитаты, которые усечены или вырваны из контекста. Авторы, у которых заимствованы эти цитаты (с искажением их собственного мнения), чаще всего являются евреями. Ситуация объясняется большим количеством еврейских историков, изучавших вопрос рабства. Однако анонимные авторы работы делают это центральной движущей силой своей теории: по их логике, евреи составляют однородную группу, поэтому еврейский политик, еврейский врач, американский историк еврейского происхождения могут выступать только как представители евреев.
Тезисы, изложенные в книге и данная антисемитская теория в целом, были отвергнуты всеми авторитетными историками, как еврейскими, так и нееврейскими. Учёные показали, что евреи не оказали определяющего влияния на развитие работорговли в Европе, Африке и обеих Америках.
Столкнувшись с ажиотажем в СМИ вокруг этих обвинений, Американская историческая ассоциация выступила с исключительной инициативой, приняв в январе 1995 года резолюцию, авторами которой стали профессор истории Питта Сеймур Дрешер и историк Йельского университета Дэвид Брайон Дэвис, эксперты по истории рабства и антирабовладельческих движений. В резолюции заявляется о несогласии с «искажением исторических фактов с целью демонизировать или унизить какую-либо расовую, этническую или культурную группу»; авторы «осуждают как ложное любое утверждение о том, что евреи играли непропорционально большую роль в эксплуатации рабского труда или в работорговле в Атлантическом океане» и уточняют, что евреи «никогда не составляли более чем небольшой доли рабовладельцев»; по словам авторов, «эти утверждения настолько искажают исторические данные, что мы считаем их лишь частью давней антисемитской традиции, которая представляет евреев как негативных центральных действующих лиц в истории человечества. В таких сценариях евреи являются тайной силой, стоящей за каждым крупным социальным процессом». Они утверждают: «Как профессиональные историки, которые внимательно изучили и оценили эмпирические доказательства, мы не можем молчать, пока данные исторических источников так грубо искажаются». Лоренс Гласко, афроамериканец и преподаватель истории, читавший курс Питта «Чёрные и евреи» поддержал заявление Дэвиса-Дрешера.
В следующем месяце Ассоциация опубликовала текст профессора Дэвиса, опровергающий обвинения «Нации ислама», в которых Дэвис увидел «антисемитский дискурс худшего толка».
Идеи «Тайных взаимоотношений» получили распространение в других странах, в особенности во Франции, где их популяризировали комедиант и антисемитский пропагандист Дьедонне Мбала Мбала, а также крайне правый мыслитель Ален Сораль, которые, как и Фаррахан, также отрицают Холокост. Они воспроизводят идею «глобального еврейского заговора», к которой обращается работа «Нации ислама».